# Алексей Куропаткин
 Алексей Николаевич Куропаткин  е руски офицер, генерал от пехотата и генерал-адютант. Участник в Руско-турската война (1877 – 1878). Военен министър на Русия (1898 – 1904).

## Биография
Алексей Куропаткин е роден на 17 март 1848 г. в Холмски уезд, Псковска губерния в семейството на потомствен дворянин. Посвещава се на военното поприще. На 18-годишна възраст завършва 1-во Павловско военно училище. Служи в Туркменския стрелкови батальон. Завършва Николаевската военна академия на Генералния щаб (1874).
Участва в кампаниите на френската армия в Алжир и е първият руски офицер, отличен с френския орден „Почетен легион“. Служи като старши адютант в Тукестанския военен окръг. Участва във военно-дипломатическа мисия в Кашгар и военната кампания в Кокандското ханство (1875 – 1876).
Участва в Руско-турската война (1877 – 1878). Служи в щаба на Дунавската руска армия. Оберофицер за особени поръчения при Великия Княз Николай Николаевич. От август 1877 г. е началник на щаба в отряда на генерал-майор Михаил Скобелев. На тази длъжност показва военен талант и боеви качества. „Съображенията и планът за действие при атаката на Ловеч на 22 август 1877 г.“ са негово дело. В хода на битката за Ловеч показва храброст и себеотрицание. Участва в третия щурм на Плевен. Повишен във военно звание подполковник и е назначен за началник на щаба на 16-а пехотна дивизия с командир генерал-майор Михаил Скобелев). При зимното преминаване на Стара планина е ранен и върнат за лечение в Русия.
Участва в Ахал-текинската експедиция като началник на Туркестанския отряд (1879 – 1881). Повишен е във военно звание генерал-майор от 1882 г. Служи в Генералния щаб (1883 – 1890). Повишен е във военно звание генерал-лейтенант от 1890 г. Началник на Закаспийската област (1890 – 1898).
Генерал-адютант Алексей Куропаткин е военен министър на Русия (1898 – 1904). Подписва българо-руската военна конвенция от 1902 г.
Главнокомандващ руската армия в Руско-японската война (1904 – 1905). В Първата световна война е командир на Гренадирския корпус (1915), командващ 5-а армия и руския Северен фронт (1916). Туркестански генерал-губернатор (1916 – 1917).
След Октомврийската революция в Русия отказва да емигрира и живее в родината си. Неговият личен фонд от 800 000 листа се съхранява в Руския държавен военноисторически архив.
На 16 септември 1902 г. е провъзгласен за Почетен гражданин на Ловеч „за заслуги при второто освобождение на Ловеч от турско иго“. Улица в Ловеч е наименувана „Генерал Алексей Куропаткин“.
Автор на 15 военноисторически труда. Сред тях са:
- Ловча, Плевна и Шейново (Из истории Русско-турецкой войны 1877 – 1878 гг.), Санкт-Петербург, типография В. А. Полетики, 1881
- Действия отрядов генерала Скобелева в Русско-турецкую войну 1877 – 1878 г., Ловча и Плевна (с картою и планами), Санкт-Петербург, Военная типография, 1885.